# Raye-sur-Authie
Raye-sur-Authie és un municipi francès situat al departament del Pas de Calais i a la regió dels Alts de França. L'any 2007 tenia 232 habitants.

## Demografia

### Població
El 2007 la població de fet de Raye-sur-Authie era de 232 persones. Hi havia 92 famílies de les quals 23 eren unipersonals (23 dones vivint soles i 23 dones vivint soles), 23 parelles sense fills, 31 parelles amb fills i 15 famílies monoparentals amb fills.
La població ha evolucionat segons el següent gràfic:
Habitants censats

### Habitatges
El 2007 hi havia 141 habitatges, 96 eren l'habitatge principal de la família, 40 eren segones residències i 5 estaven desocupats. Tots els 139 habitatges eren cases. Dels 96 habitatges principals, 77 estaven ocupats pels seus propietaris, 15 estaven llogats i ocupats pels llogaters i 4 estaven cedits a títol gratuït; 4 tenien dues cambres, 6 en tenien tres, 19 en tenien quatre i 67 en tenien cinc o més. 82 habitatges disposaven pel capbaix d'una plaça de pàrquing. A 45 habitatges hi havia un automòbil i a 36 n'hi havia dos o més.

### Piràmide de població
La piràmide de població per edats i sexe el 2009 era:
| Homes | Edats   | Dones |
| ----- | ------- | ----- |
| 0     | 95 o +  | 0     |
| 0     | 90 a 94 | 0     |
| 0     | 85 a 89 | 4     |
| 0     | 80 a 84 | 0     |
| 8     | 75 a 79 | 24    |
| 12    | 70 a 74 | 4     |
| 4     | 65 a 69 | 16    |
| 8     | 60 a 64 | 4     |
| 16    | 55 a 59 | 8     |
| 0     | 50 a 54 | 12    |
| 0     | 45 a 49 | 0     |
| 12    | 40 a 44 | 0     |
| 12    | 35 a 39 | 16    |
| 8     | 30 a 34 | 0     |
| 0     | 25 a 29 | 8     |
| 8     | 20 a 24 | 0     |
| 8     | 15 a 19 | 4     |
| 4     | 10 a 14 | 12    |
| 8     | 5 a 9   | 8     |
| 12    | 0 a 4   | 0     |

## Economia
El 2007 la població en edat de treballar era de 140 persones, 95 eren actives i 45 eren inactives. De les 95 persones actives 79 estaven ocupades (47 homes i 32 dones) i 16 estaven aturades (7 homes i 9 dones). De les 45 persones inactives 15 estaven jubilades, 11 estaven estudiant i 19 estaven classificades com a «altres inactius».

### Ingressos
El 2009 a Raye-sur-Authie hi havia 93 unitats fiscals que integraven 229 persones, la mediana anual d'ingressos fiscals per persona era de 14.120 €.

### Activitats econòmiques
L'únic establiment que hi havia el 2007 era d'una entitat de l'administració pública.
L'únic servei als particulars que hi havia el 2009 era un electricista.
L'any 2000 a Raye-sur-Authie hi havia 7 explotacions agrícoles.

## Equipaments sanitaris i escolars
El 2009 hi havia una escola elemental integrada dins d'un grup escolar amb les comunes properes formant una escola dispersa.

## Poblacions més properes
El següent diagrama mostra les poblacions més properes.